# Typicons monastiques orthodoxes
Dans le monachisme orthodoxe, le typicon est la règle propre à chaque monastère.
Le monachisme orthodoxe n'est pas organisé en ordres comme le monachisme catholique, dans lequel chaque ordre possède sa propre règle, commune à tous les monastères de cet ordre. Dans le monachisme orthodoxe, chaque monastère possède sa propre règle, le typicon, rédigé et signé, en principe, par le fondateur du monastère, moine lui-même ou patron laïc. Le respect de cette règle s'impose de façon aussi impérative que la règle d'un ordre catholique.

## Histoire
Selon le principe de tradition qui régit la vie de l'Église orthodoxe, les typicons n'ont pas été rédigés ex nihilo : ils s'inspirent de typicons de monastères plus anciens. Deux monastères ont joué un rôle historique de tout premier plan : le Stoudion de Constantinople et, en matière liturgique, le monastère Mar Saba. Une vingtaine de typica grecs datant de l'époque byzantine (antérieurs à 1453) est conservée. 
Ils s'inspirent aussi des règles des Pères de l'Église et des Pères du désert. L'influence principale est celle des règles édictées par saint Basile, en particulier quant au primat de la prière. Mais la pensée de Pacôme le Grand et de Jean Cassien ainsi que les coutumes régionales sont souvent prépondérantes. La variété des usages locaux, qui pourrait en théorie être très grande, est tempérée par l'unité du monachisme orthodoxe qui se rassemble autour de quelques grands maîtres spirituels au rayonnement considérable : Macaire de Scété, Éphrem le Syrien, Jean Climaque, Syméon le Nouveau Théologien, Serge de Radonège, Grégoire le Sinaïte, Grégoire Palamas, Nicodème l'Hagiorite, Séraphin de Sarov, Ignace Briantchaninov, Silouane de l'Athos et Joseph l'Hésychaste.

## Quelques communautés monastiques orthodoxes
- Communauté monastique du Mont-Athos, Grèce.
- Monastère Saint-Silouane, France, dans la Sarthe (près de la ville du Mans).
- Monastère de Saint-Michel du Var de l'Église Orthodoxe Française, à Flayosc.
- Monastère « Moeder Gods, Troosteres » - Mère de Dieu Consolatrice, à Pervijze.
- Couvent de la Mère de Dieu Portaïtissa (Gardienne de la Porte), Trazegnies, Belgique.